# Malá Amerika
Malá Amerika (též zvaný Rešna, Nákladový lom, Amerika, Školka) je vápencový lom na území městyse Karlštejn v okrese Beroun ve Středočeském kraji v Česku. Délka lomu je 165 metrů. Dno je v nadmořské výšce 348 m. (5. těžební patro) a do výšky 4. těžebního patra je zatopen vodou, jež vytváří Rešenské jezero, které má rozlohu 0,86 ha. Je 165 m dlouhé a 57 m široké. Leží v nadmořské výšce 361 m.

## Okolí

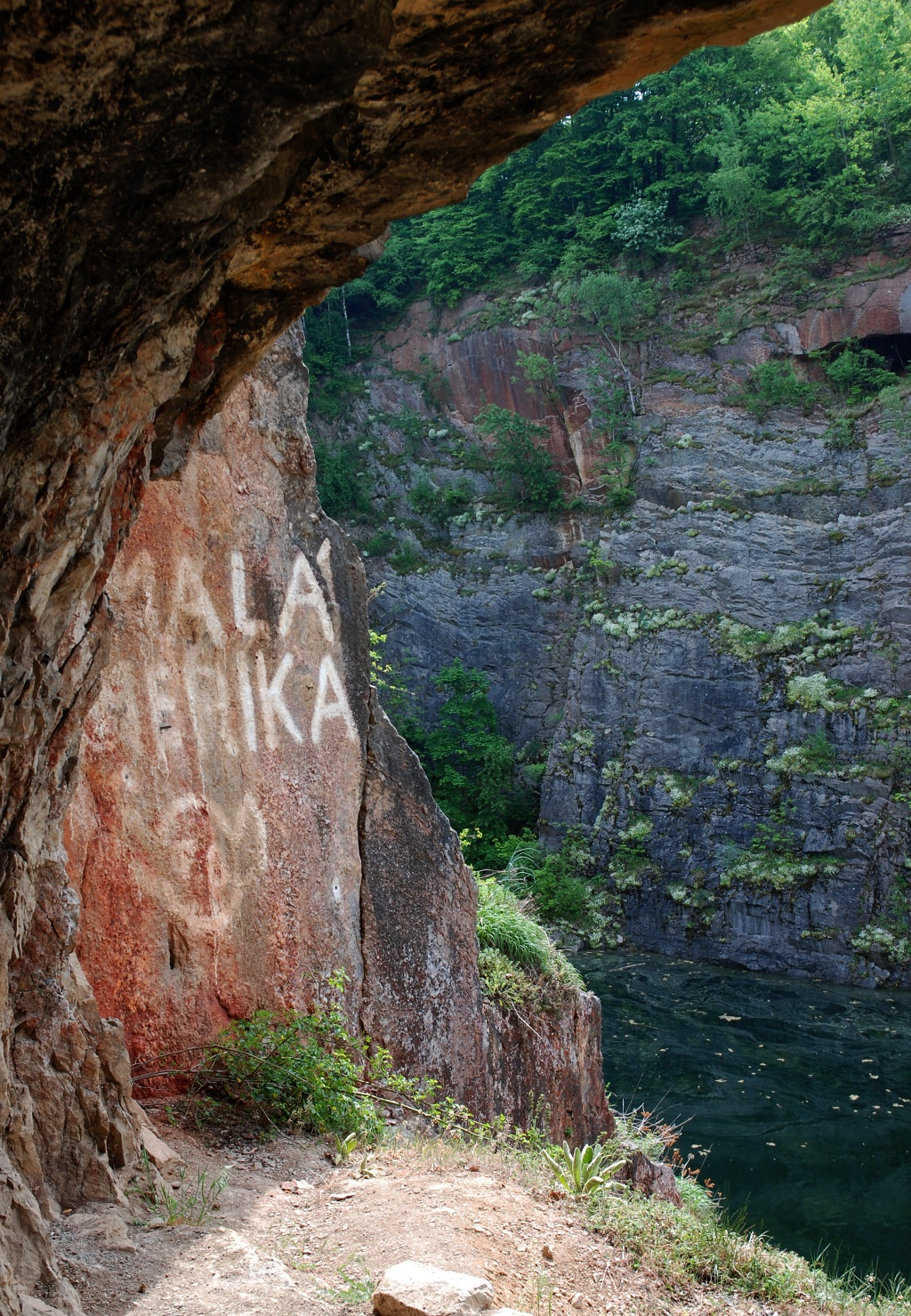
Pohled z galerie

Dno lomu je zatopeno, poloostrůvek u severní strany lomu je přístupný jen po vodě nebo horolezecky z tzv. galerie, tj. z oken tzv. hlavní štoly či podzemními chodbami. Severním okrajem lomu ve 3. těžebním patře (375 m) vede Hlavní sběrná chodba, která je s úrovní 4. těž. patra spojena svislou šachtou. Hlavní sběrná chodba má směrem do lomu řadu otvorů (oken), proto se v tomto úseku nazývá Galerie. Jezero se nachází v národní přírodní rezervaci Karlštejn v chráněné krajinné oblasti Český kras.

## Vodní režim
Jezero nemá povrchový přítok ani odtok. Leží na rozhraní povodí Bubovického a Budňanského potoka v povodí Berounky.

## Přístup
Pěšky po  žluté turistické značce:
- z Mořiny
- od dubu sedmi bratří